# Meridiano 5 W
O meridiano 5 W é um meridiano que, partindo do Polo Norte, atravessa o Oceano Ártico, Oceano Atlântico, Irlanda, África, Oceano Antártico, Antártida e chega ao Polo Sul. Forma um círculo máximo com o meridiano 175 E.
Começando no Polo Norte, tem os seguintes cruzamentos:
| País, território ou mar | Notas |
| ----------------------- | --- |
| Oceano Ártico           | |
| Oceano Atlântico        | |
| Reino Unido             | Escócia |
| Firth of Clyde          | Passa entre a Isle of Bute e The Cumbraes, Escócia, Reino Unido · Passa a leste da Ilha de Arran, Escócia, Reino Unido |
| Reino Unido             | Escócia |
| Mar da Irlanda          | Passa a oeste de Calf of Man, Ilha de Man · Passa a oeste da Ilha Bardsey, País de Gales, Reino Unido                  |
| Reino Unido             | País de Gales |
| Mar Celta               | |
| Reino Unido             | Inglaterra |
| Oceano Atlântico        | Canal da Mancha · Passa a leste da ilha Ouessant, França · Mar de Iroise · Golfo da Biscaia                            |
| Espanha                 | |
| Mar Mediterrâneo        | Mar de Alborão |
| Marrocos                | |
| Argélia                 | |
| Mauritânia              | Cerca de 12 km |
| Mali                    | |
| Burquina Fasso          | |
| Costa do Marfim         | |
| Oceano Atlântico        | |
| Oceano Antártico        | |
| Antártida               | Terra da Rainha Maud, reivindicada pela Noruega                                                                        |